# 秋月種輔
秋月 種輔（あきづき たねすけ）は、江戸時代中期の旗本寄合席。通称は式部。高鍋藩主秋月家分家の旗本寄合席木脇領主秋月家3代当主。石高は日向国諸県郡、宮崎郡内3,000石。旗本寄合席秋月家で初めて本所深川火事場見廻役を勤めた人物である。

## 生涯
秋月種封の四男として誕生。母は織田長頼の娘。幼名は三之丞。
長兄民部の早世や三兄忠列の他家への養子入り、宝永6年（1709年）に父とその家督を継いだ次兄の種羽が相次いで死去したことにより、同年に種羽の家督を相続し、徳川家宣に初御目見を済ませる。
享保11年（1726年）に本所深川火事場見廻役（本所深川出火之節見廻役）に就任する。種輔以降の旗本寄合席秋月家の歴代当主も本所深川火事場見廻役に任じられている者が少なくない。
享保15年（1730年）死去。享年34。法名は宗済。墓所は代々の葬地である下谷広徳寺の梅雲院。

## 系譜
- 父：秋月種封（1662-1709）
- 母：織田長頼の娘
- 養父：秋月種羽（1693-1709）
- 室：松浦信福の娘
  - 次男：秋月種蔭（1714-1752）
- 生母不明の子女
  - 長男：千之助 - 早世
  - 男子：某
  - 女子：稲葉正邑室
  - 次女：坂本成亮婚約者 - のち今川範彦正室
  - 男子：秋月種全